# The Outpost (seriál)
The Outpost je americký fantastický televizní seriál, jehož autory jsou Jason Faller a Kynan Griffin. Vysílán byl v letech 2018–2021 na stanici The CW, celkem vzniklo 49 dílů rozdělených do čtyř řad.

## Příběh
Dívka Talon je poslední žijící příslušník rasy zvané Blackbloods. Před několika lety vyhladila její vesnici skupina brutálních nájezdníků, nyní se Talon vydává do vzdálené pevnosti na okraji civilizovaného světa, aby našla vrahy své rodiny. Během cesty zjistí, že má záhadnou nadpřirozenou sílu, kterou se musí naučit ovládat.

## Obsazení
- Jessica Green jako Talon
- Jake Stormoen jako kapitán Garret Spears
- Imogen Waterhouse jako lady Gwynn Calkussar / princezna Rosmund (1.–3. řada)
- Anand Desai-Barochia jako Janzo
- Robyn Malcolm jako Elinor / Mistress (1.–2. řada)
- Andrew Howard jako Cedric Wythers (1.–2. řada)
- Kevin McNally jako The Smith (1. řada)
- Aaron Fontaine jako Tobin (2.–4. řada)
- Glynis Barber jako Gertrusha (2.–3. řada)
- Reece Ritchie jako Zed (3.–4. řada, ve 2. řadě jako host)
- Izuka Hoyle jako Wren (3.–4. řada)
- Jaye Griffiths jako Yavalla (3. řada)
- Adam Johnson jako Munt (3.–4. řada, v 1.–2. řadě jako host)
- Georgia May Foote jako Falista (3.–4. řada)

## Vysílání
| Řada | Díly | Premiéra v USA    | Premiéra v USA |
| Řada | Díly | První díl         | Poslední díl   |
| ---- | ---- | ----------------- | -------------- |
| 1    | 10   | 10. července 2018 | 2. října 2018  |
| 2    | 13   | 11. července 2019 | 26. září 2019  |
| 3    | 13   | 8. října 2020     | 3. ledna 2021  |
| 4    | 13   | 15. července 2021 | 7. října 2021  |

Úvodní díl seriálu byl na stanici The CW odvysílán 10. července 2018. Práva pro uvádění v jiných zemích si pořídila stanice Syfy. Dne 9. října 2018 stanice The CW oznámila, že seriál získal druhou řadu, jejíž vysílání bylo zahájeno v červenci 2019. Dne 15. října 2019 potvrdila televize objednávku třetí řady seriálu, která měla premiéru na podzim 2020. V říjnu 2020 oznámila stanice The CW, že seriál získá dalších 13 dílů. Ty byly původně označeny jako druhá část třetí řady, při vysílání během léta 2021 ale byly uvedeny jako čtvrtá série. V září 2021 oznámila stanice The CW zrušení seriálu, jeho závěrečný díl byl odvysílán 7. října 2021.